# Penanggalan

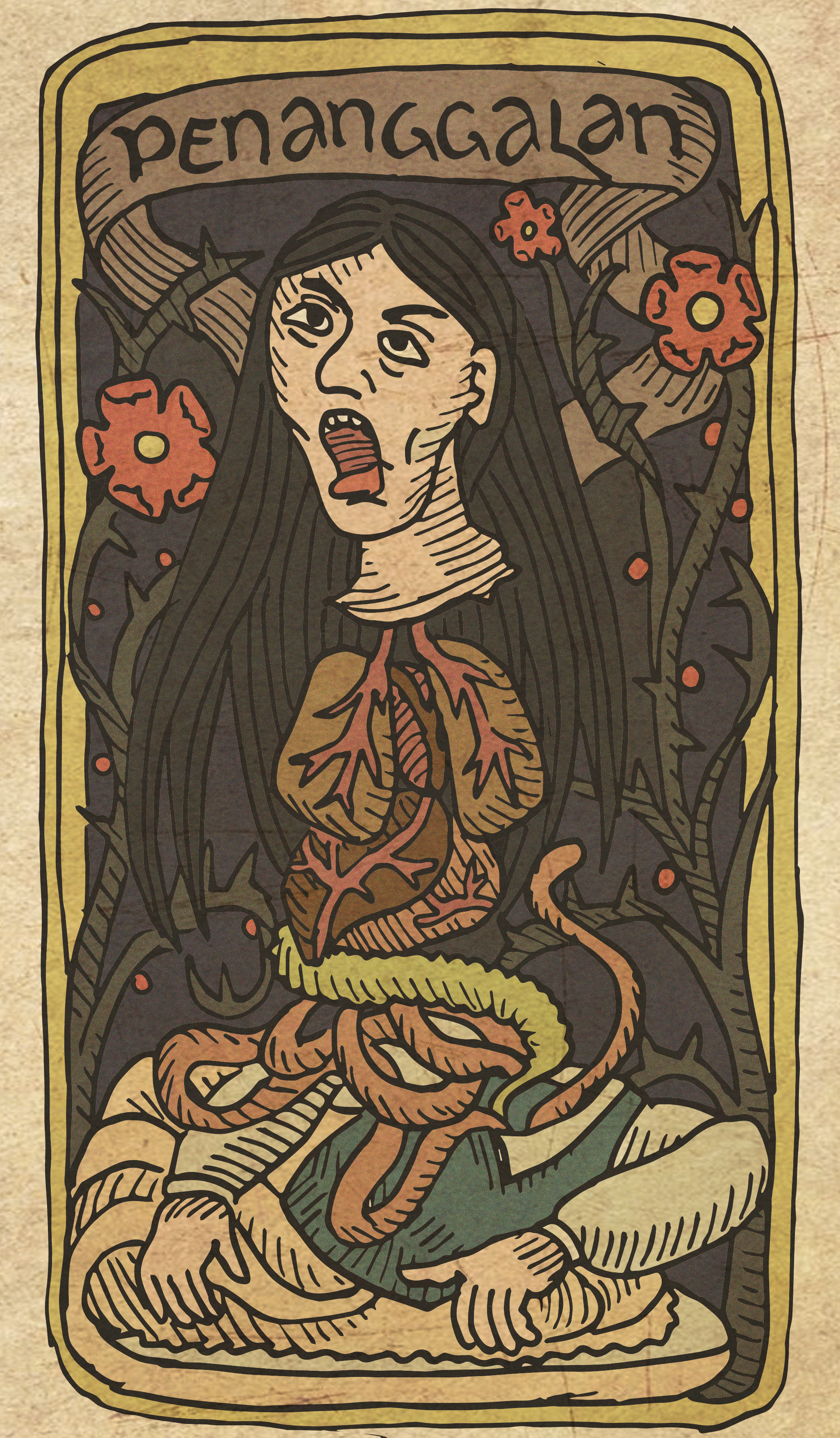
Penanggalan

En penanggalan är en mytisk varelse i mänsklig skepnad i malaysisk folktro. En liknande varelse i filippinsk folktro är manananggal
Dessa varelser har flera likheter, men även skillnader, med vampyrer. De är onda och livnär sig på människor. Till skillnad från vampyrer dricker de dock inte enbart människors blod utan föredrar nyfödda barn eller foster. Därför suger de gärna ut fostret ur gravida kvinnor. 
För att lättare ta sig in i människors hus, skiljer penanggalan huvudet från kroppen och flyger runt, med lungor, mage och tarmar hängande under huvudet. Enligt vissa har de även förmågan att röra dessa delar som tentakler. Manananggal skiljer inte enbart huvudet, utan hela övre delen av torson från kroppen inför sina nattliga flygfärder. En annan skillnad mellan dessa varelser är att manananggal har en lång tunga och penanggalan har huggtänder. 
En annan viktig skillnad jämfört med vampyrer är att de inte är döda utan levande kvinnor, som av en eller annan anledning blivit en penanggalan. De kan till och med vara omedvetna om sin dubbelnatur. Hon kan ha blivit en penanggalan genom att ha ägnat sig åt svartkonst, eller genom att vara offer för en förbannelse. En vanlig sägen om hur en kvinna blivit en penanggalan är att hon hade tagit ett rituellt bad i ett kar som en gång innehållit vinäger. Medan hon badade, under djup koncentration, kom en man in i rummet, vilket gjorde henne så skrämd att hon vände sig om så häftigt att huvudet flög av. Penanggalan förvarar sin kropp, när huvudet är skilt från kroppen, i en behållare av vinäger, för att förhindra förruttning. En penanggalan ger därför alltid ifrån sig en viss vinägerodör.
Nya manananggals kan skapas genom att en manananggal lurar en människa att dricka dess blod eller saliv
Man kan döda en penanggalan genom att, när huvudet är ute och flyger, hälla glasskärvor ner i kroppens tomma hals, så att de inre organen förstörs när den ska tillbaks till kroppen. Man kan även hälla salt, pressad vitlök eller aska på kroppen så att den dör.

## I populärkultur
Penanggalans förekommer i populärkultur, inte minst i skräckfilmer från Asien. Exempel på detta är de indonesiska filmerna Penanggalan (1967, engelsk titel: The Headless Terror) med Suzzanna och W.D. Mochtar, samt Mystics in Bali (1981, även denna med W.D. Mochtar).